# Lengyel-középhegység
A Lengyel-középhegység (lengyelül Wyżyny Polskie) a Közép-európai-rögvidék legkeletibb, legalacsonyabb területe. Lengyelország déli részén található. Alacsony, inkább dombságra jellemző magasságú nagytáj. Óidei röghegység, a Variszkuszi-hegységrendszer tagja, így ásványkincsekben (feketekőszén) gazdag.

## Fekvése
A Lengyel-középhegység Lengyelország déli részén helyezkedik el. A Roztocze keleti része Ukrajnába nyúlik át.
Nyugatról a Cseh-medence peremhegységei (Szudéták), délről a Kárpátalji-medencesor, illetve azon túl a Kárpátok, keletről a Kelet-európai-síkság, északról pedig a Lengyel-alföld határolja.

## Kialakulása
A Lengyel-középhegység több szempontból a Német-középhegységhez hasonló. Devon időszaki palái a Rajnai-palahegység kőzeteihez hasonlóak, a Felső-Sziléziai-medence karbon feketekőszene a Ruhr-vidék szénkészleteivel rokon, a Lengyel-lépcsővidék pedig a Sváb-Frank-lépcsővidékhez hasonlít.
A Közép-európai-rögvidék többi tagjától azonban jelentős eltéréseket is megfigyelhetünk. A Lengyel-középhegység jóval alacsonyabb, óidei, a variszkuszi hegységképződés során kialakult kőzetei pedig többnyire nem a felszínen vannak, hanem a kambriumban, szilurban és devonban keletkezett kristályos palákra, kvarcitra és homokkőre a középidőben vastag üledékrétegek (mészkő, homokkő) rakódtak. Kis magassága miatt a pleisztocén eljegesedés jégtakarója teljesen befedte, lekoptatta, így mai felszínén fenékmoréna települ. Legmagasabb csúcsa, a Lysica a jégkorban nunatakként emelkedett ki a jégtakaróból.

## Részei
| A Lengyel-középhegység fekvése Lengyelországon belül és részei | A Lengyel-középhegység lengyelországi felosztása - (1-2-3): Krakkó–Sziléziai-hátság 1. Sziléziai-hátság 2. Woźniki–Wieluńi-hátság 3. Krakkó–Częstochowai-hátság (benne: Częstochowai-dombság) - (4-5-6): Kis-lengyelországi-hátság 4. Przedbórzi-hátság 5. Nida-medence 6. Kielcei-hátság avagy Kielce–Sandomierzi-hátság (benne: Szentkereszt-hegység, Sandomierzi-hátság) - (7-8): Lublin–Lembergi-hátság 7. Lublini-hátság 8. Roztocze |

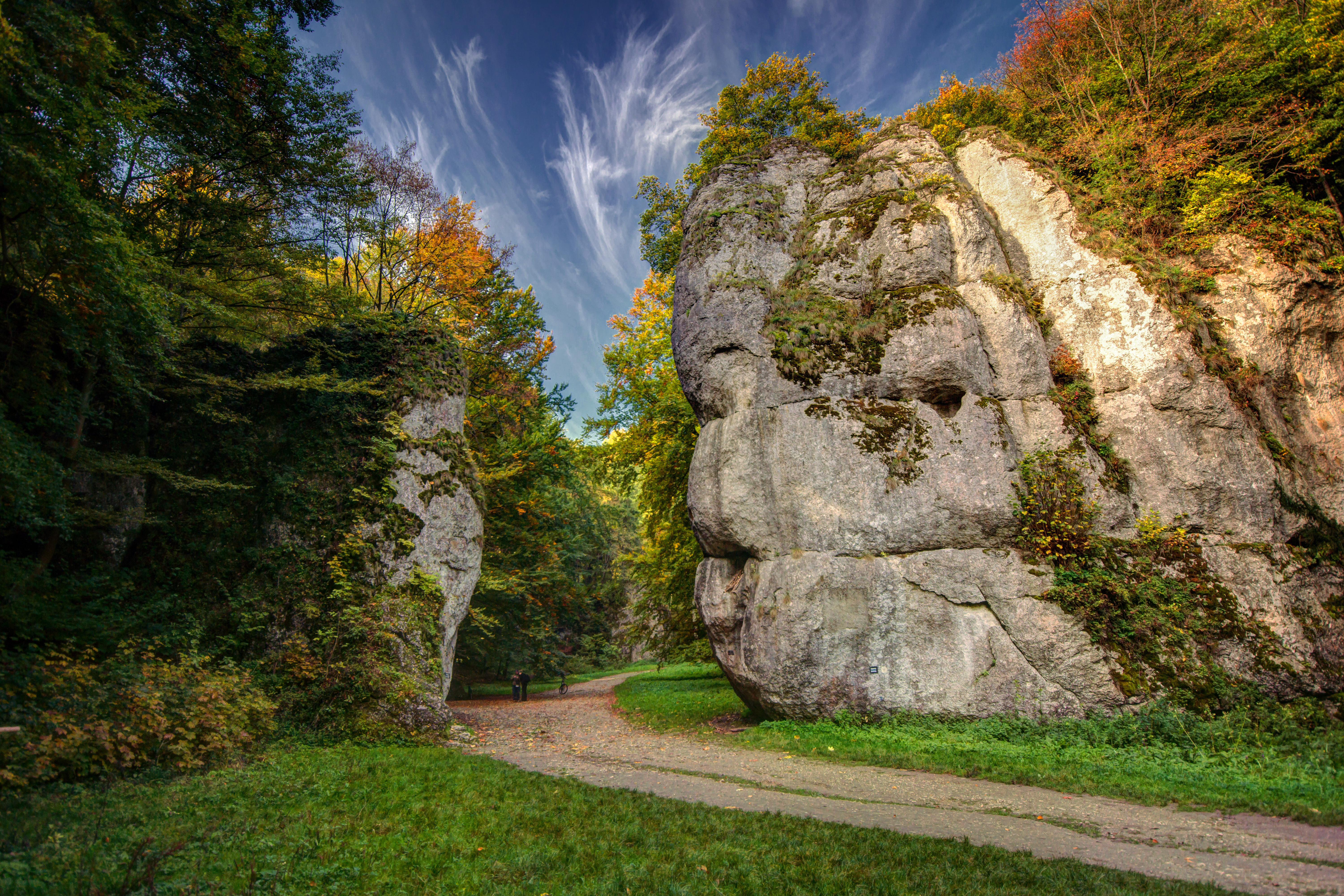
A Krakkói-kapu

A Lengyel-középhegységet egy északkeleti középhegységre és egy délnyugati medencevidékre oszthatjuk.
Középhegységek:
- Szentkereszt-hegység
- Lengyel-lépcsővidék
- Nida-medence

Medencevidék:
- Felső-Sziléziai-medence
- Lublini-hátság
- Kárpátalji-medencesor

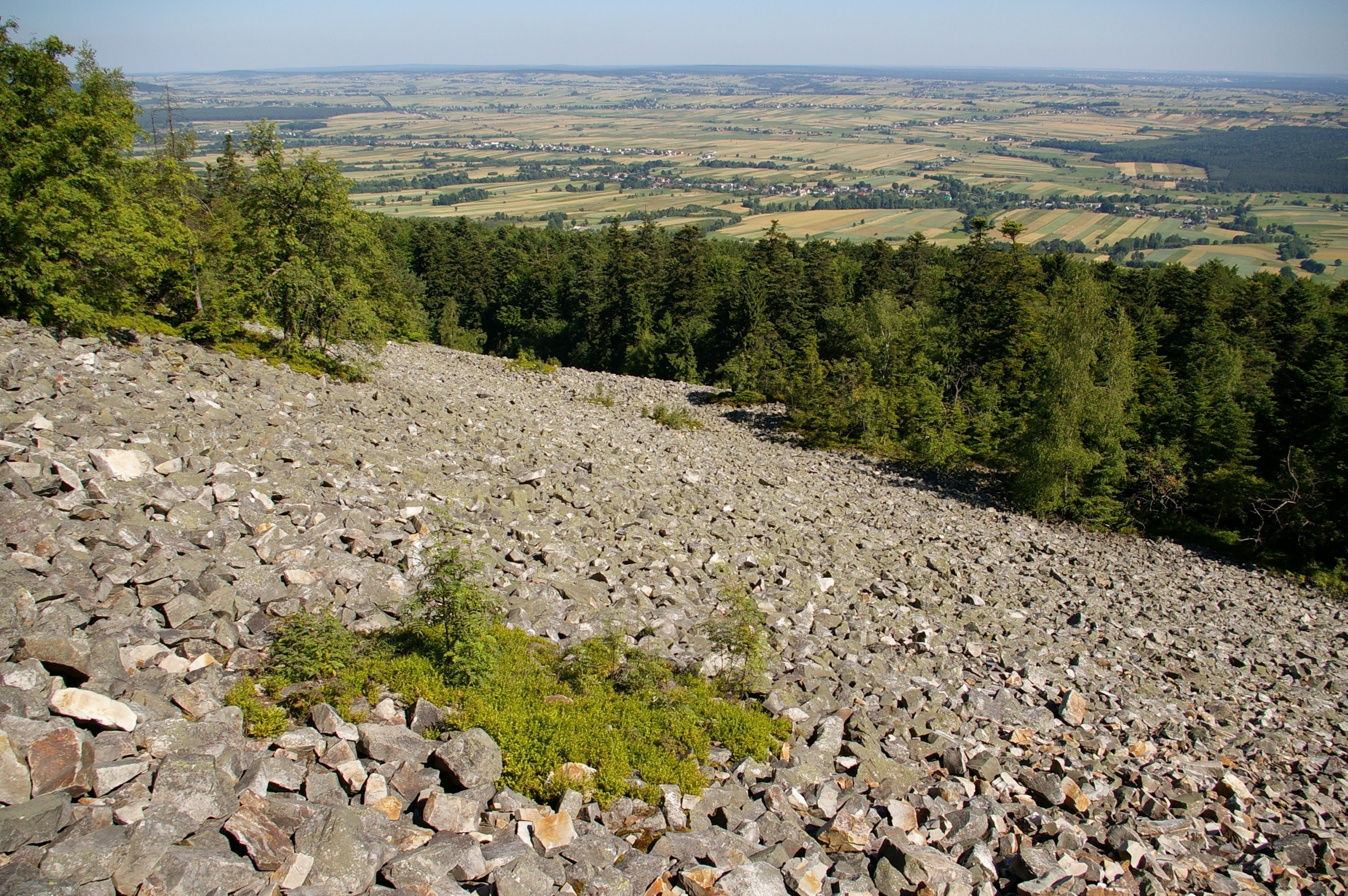
Kőtenger a Lysa Góra oldalában

Legmagasabb része az óidei kőzetekből (palák és homokkövek) álló Szentkereszt-hegység (Góry Świętokrzyskie). Központi fennsíkja 400 méter magas, ebből két kvarcitvonulat (a hegység legmagasabb, 612 méteres csúcsát adó Lysica és a Lysa góra) emelkedik 600 méter fölé. A két csúcs a jégkorban a jégtakaró fölé emelkedő nunatak volt. Az itteni periglaciális felszínformálás eredményei az oldalaikat borító kőtengerek.
A Szentkereszt-hegységet középidei üledékekből álló alacsonyabb fennsíkok és gerincek veszik körbe. Ezek alkotják a Lengyel-lépcsővidéket. Délnyugaton két, a triászban kialakult lépcső (kagylósmészkő és keuper-lépcsők), keleten pedig egy jura lépcső található. A kagylósmészkő-lépcső Kózle és Katowice között 50 méter magas peremmel emelkedik környezete fölé, az Oderától a Felső-Wartáig húzódik. Fennsíkjait moréna fedi, nagyrészt megmaradt erdőborítottsága. Kisebb medencék tagolják, nyugati peremén pedig az Anna-hegy bazaltkúpja emelkedik.

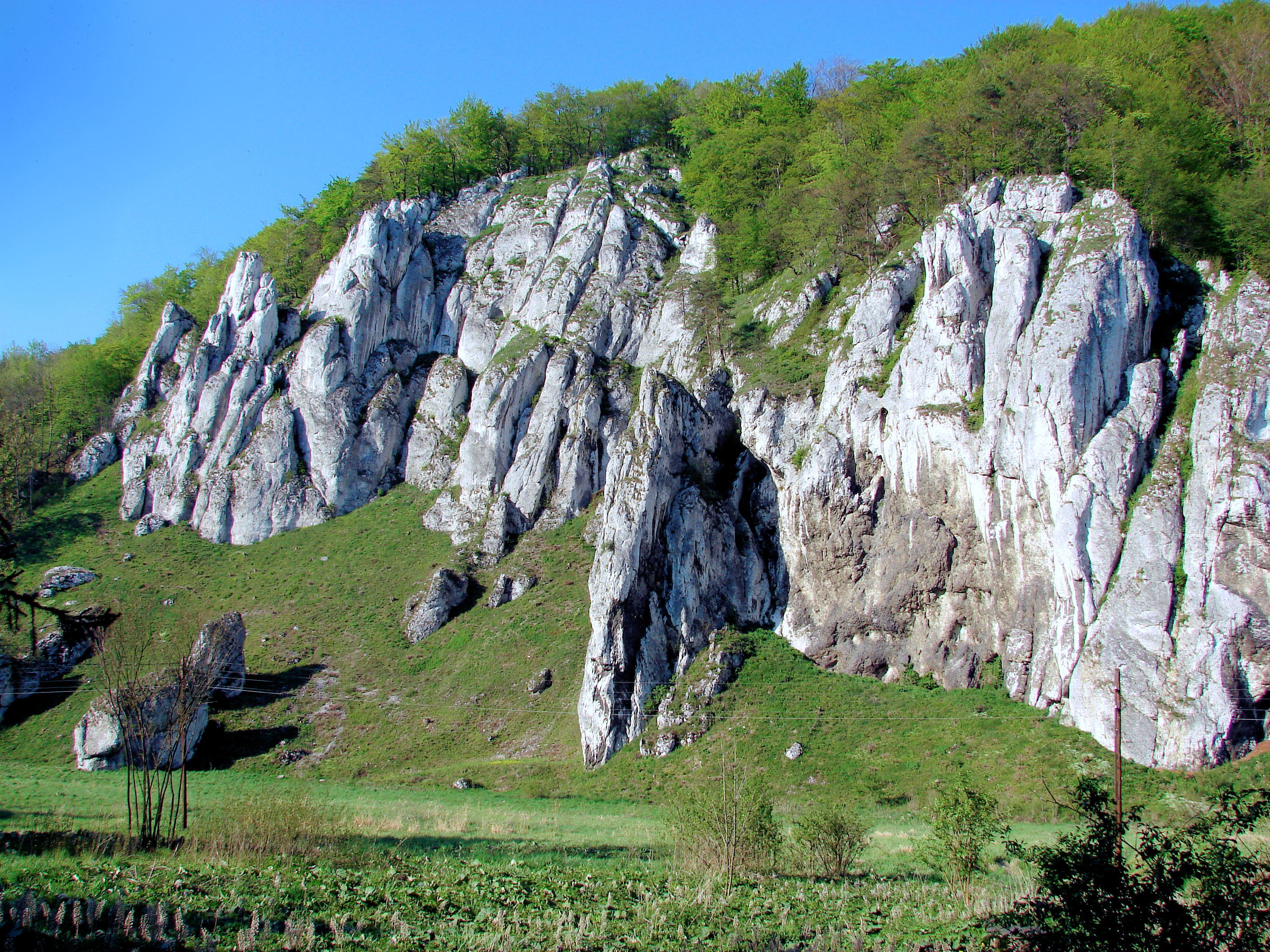
Rękawica sziklái az Ojców Nemzeti Parkban, Krakkói-Jura

A keuper-lépcsőhöz a Częstochowai-dombság tartozik, míg keleten a kréta lépcső, az 504 m-ig emelkedő Krakkói-Jura 100 méternél magasabb fehér mészkőfala zárja le a lépcsővidéket. Mészköve erősen karsztosodott, kisebb barlangokban gazdag. Mély szurdoka az Ojcówi-völgy, mely sziklakapuja a barlangi falszakadással keletkezett Krakkói-kapu. A lépcsővidék és a Szentkereszt-hegység között a Nida folyó kréta időszaki üledékekkel kitöltött medencéje fekszik. Különleges képződménye a kis töbrökkel és karrmezőkkel tarkított gipszkarszt.
A medencevidék Oderáig húzódó, lapos tagja a Felső-Sziléziai-medence. Az ember által leginkább átalakított tájak közé tartozik, mert a karbonból származó feketekőszén-készletére települt Lengyelország nehézipara. A 6500 méter vastag karbon üledékekben 477 széntelep található, összesen 271 méteres vastagságban A tájat ma bányagödrök, salak- és meddőhányókúpot sokasága jellemzi.
A Lublini-hátságnál az óidei kőzetek és a középidei homokkövek és márgák is a mélybe süllyedve találhatóak. Rajtuk vastag, a jég által ideszállított negyedidőszaki üledékek (fenékmoréna), illetve több méteres vastagságban az ezekre települt lösz találhatóak. Az idősebb kőzetek csak a mély völgybevágódásokban láthatók. A Dunántúli-dombsághoz hasonló dombvidéki felszínét a Visztula és a Wieprz kis mellékfolyói alakították ki azzal, hogy a hátságot felszabdalták.

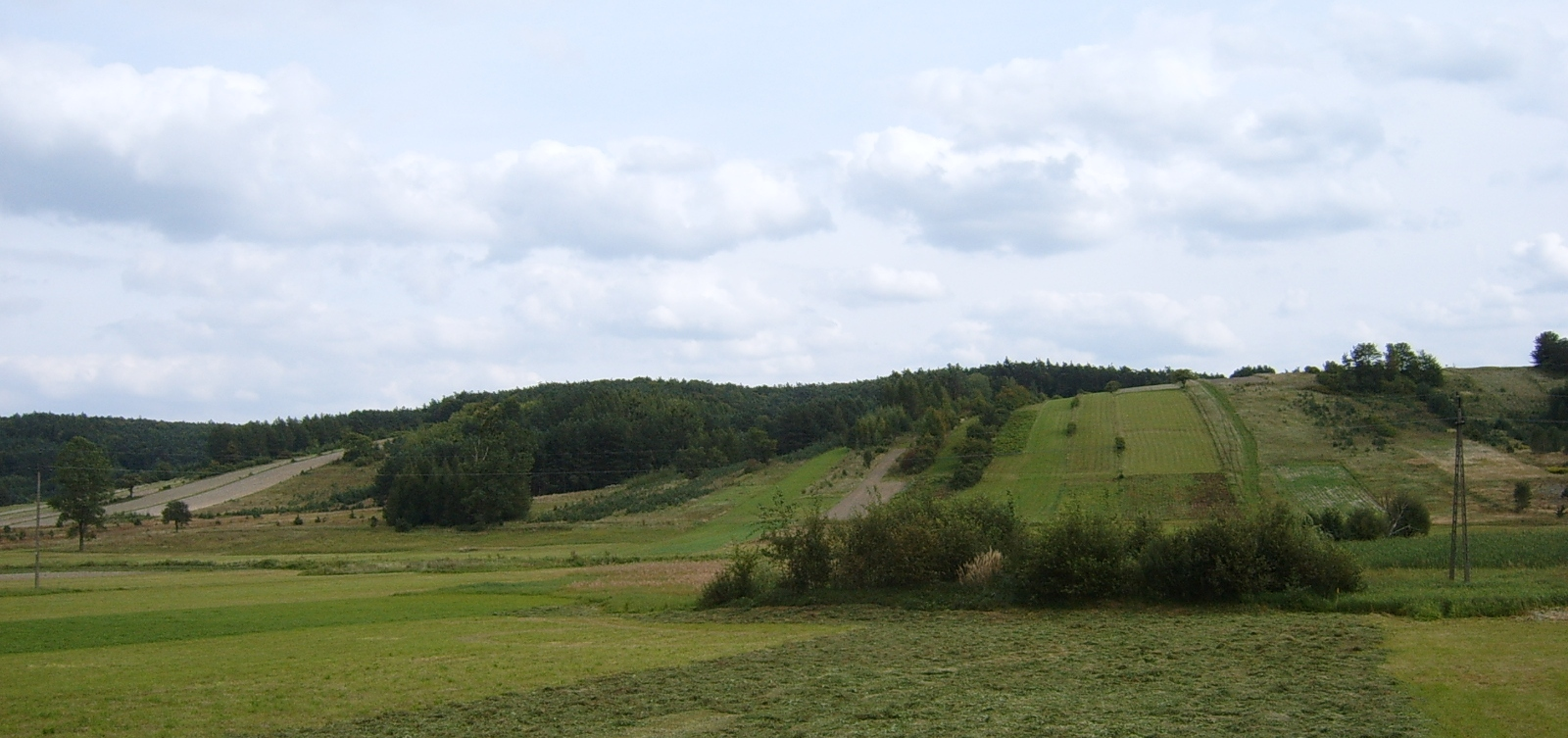
A Roztocze

A hátság legmagasabb, déli pereme a mindössze 390 méterig emelkedő erdős Roztocze vonulata. Újharmadidőszaki üledékek építik fel, lepusztult tönkfelszínéből kisebb szigethegyek emelkednek ki. A Felső-sziléziai-medence és a Lublini-hátság között a Visztula áttöréses völgye és a meredek peremmel leszakadó Sandomierzi-medence fekszenek.
A Lengyel-középhegységet a Kárpátoktól a Kárpátalji-medencesor választja el. Újharmadidőszaki tengeri üledékek, jégkori fenékmoréna és folyami hordalékok fedik. Egyhangú, lapos felszínét folyóteraszok teszik változatosabbá. Kisebbik, nyugati részmedencéje az Oşvięnciemi-medence, a nagyobb keleti pedig a Sandomierzi-medence, melyet a Visztula és a San folyók formálták. A két medence között található a Krakkói-kapu.

## Éghajlata
Kisebb kiterjedése és magassága miatt a Lengyel-középhegység éghajlata sokkal egységesebb, mint a szomszédos hegyvidékeké. A hegységen belül az évi középhőmérséklet 2-3 °C, a csapadék 100–200 mm különbséggel jelenik meg. Utóbbi értéke 600–700 mm, csak kisebb területeken haladja meg a 800 mm-t.

## Növényzete, talajai
A hegységet borító lombhullató erdők nagy részét az elmúlt évszázadok során már kiirtottak, így azok csak a magasabban fekvő területeken maradtak fenn. Nagy részét kopár, erdőtlen szántóföldek foglalják el. Az erdőirtást a jégkorszaki szelek által a területen szétterített lösz, illetve az azon kialakult jó minőségű, humuszban gazdag mezőségi talajok (pl. csernozjom) gyakori előfordulása is fokozta.

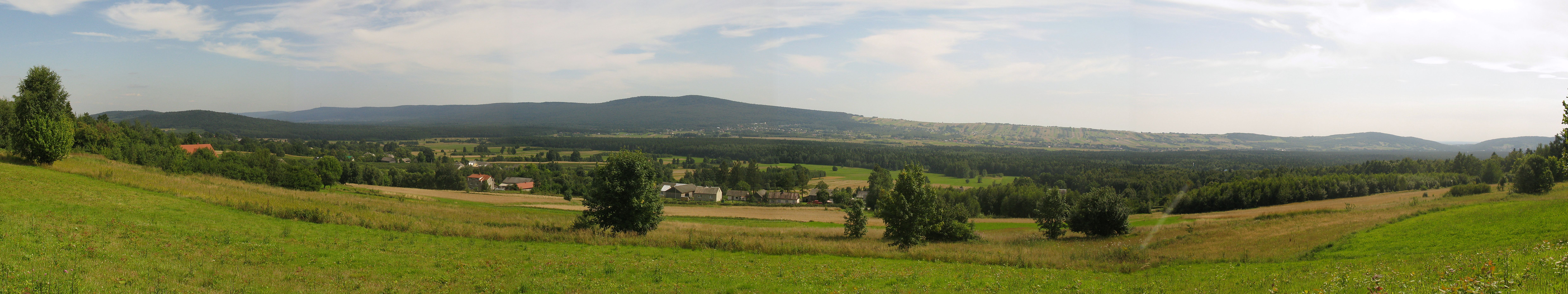
A Szentkereszt-hegység